# IC 4796
IC 4796 ist eine linsenförmige Galaxie vom Hubble-Typ SB0 im Sternbild Teleskop am Südsternhimmel. Sie ist schätzungsweise 136 Millionen Lichtjahre von der Milchstraße entfernt und hat einen Durchmesser von etwa 65.000 Lichtjahren.

In der gleichen Himmelsregion befinden sich auch die Galaxien NGC 6707, NGC 6708, IC 4797.
Das Objekt wurde am 13. August 1903 vom US-amerikanischen Astronomen Royal Harwood Frost.